# Reinhold Kamsen
Reinhold Kamsen (* 12. Oktoberjul. / 24. Oktober 1871greg. in Järavere, heute Landgemeinde Järva; † 16. Mai 1952 in Tallinn) war ein estnischer Dichter und Autor von Kinderbüchern.

## Leben und Werk
Kamsen konnte nur wenige Jahre zur Schule gehen und musste sich seine Bildung neben den üblichen Hofarbeiten aneignen. Ab 1909 wohnte er in Pilistvere, wo er ein Vereinshaus betrieb, später arbeitete er an verschiedenen Orten und lebte seit 1920 in Põltsamaa. Von 1927 bis 1931 war er Redakteur bei der Zeitung „Põltsamaa Teataja“, 1930/31 Herausgeber der Wochenzeitung „Põltsamaa Uudised“. 1950 übersiedelte er nach Tallinn.
Kamsen begann Ende der 1890er Jahre seine Gedichte in der Presse zu veröffentlichen und erzielte hierbei eine erstaunliche Produktivität: Einer eigenen Aussage zufolge sollen bis 1929 2.600 Gedichte von ihm erschienen sein. Erstaunlicherweise ist aber zu Lebzeiten praktisch keine einzige Gedichtsammlung von ihm erschienen, was an dem geringen künstlerischen Wert seiner Verse gelegen haben muss. Gelegentlich wurde ein Gedicht von Kamsen auch redaktionell bearbeitet und dadurch stilistisch aufgewertet, wie Friedebert Tuglas anhand eines in einem Noor-Eesti-Album erschienenen Gedichts, das von Gustav Suits redigiert worden war, aufzeigen konnte.
Allerdings sind einige Gedichte von ihm vertont worden und bis heute populär. Eines seiner Gedichte fand auch Eingang in eine deutsche Anthologie.

## Bibliografie
- Küll on kena kelguga ('Ach wie schön ist’s mit dem Schlitten'). Tallinn: Ilukirjandus ja Kunst 1946. 16 S.
- Kodukoppel ('Die heimische Weide'). [Tallinn]: Tiritamm 1992. 63 S.

## Sekundärliteratur
- A. Säärits: Lahja põllu ja kadakase karjamaa luule. 100 aastat Reinhold Kamseni sünnist, in: Keel ja Kirjandus 10/1971, S. 624–628.